# La Ronde-Haye
La Ronde-Haye foi uma comuna francesa na região administrativa da Normandia, no departamento Mancha. Estendia-se por uma área de 6,6 km². Em 2010 a comuna tinha 347 habitantes (densidade: 52,6 hab./km²).
Em 1 de janeiro de 2019, passou a formar parte da nova comuna de Saint-Sauveur-Villages.